# حادثه جینگ کانگ
حادثه جینگ کانگ (چینی :靖康事變؛ پین یین: Jìngkāng shì biàn)، همچنین به عنوان تحقیر جینگ کانگ (چینی :靖康之恥؛ پین یین: Jìngkāng zhī chǐ)شناخته می‌شود. قسمتی از تهاجمات و جنایات بود که در سال ۱۱۲۷ در طول جنگ‌های جین و سونگ رخ داد، زمانی که نیروهای سلسله جین به رهبری جورچن کاخ‌های امپراتوری را در بیان جینگ (پایتخت سلسله کایفنگ امروزی) محاصره و غارت کردند. نیروهای جین، فرمانروای سونگ شمالی، امپراتور چینزونگ، همراه با پدرش، امپراتور بازنشسته هویزونگ، و بسیاری از اعضای خانواده امپراتوری امپراتور تایزونگ و مقامات دربار امپراتوری سونگ را دستگیر کردند. غیرنظامیان سونگ معمولی در بیان‌جینگ که در محله غیر امپراتوری زندگی می‌کردند، پس از اینکه مجبور شدند باج‌های هنگفتی به جین بپردازند، زنده ماندند.
این رویداد نشان دهنده فروپاشی سلسله سونگ شمالی بود که در ابتدا بیشتر مناطق چین را کنترل می‌کرد. بسیاری از اعضای خانواده امپراتوری سونگ، به ویژه ژائو گو (امپراتور گائوزونگ)، موفق به فرار به جنوب چین شدند، و در آنجا سلسله سونگ (که در تاریخ‌نگاری به عنوان سلسله سونگ جنوبی شناخته می‌شود) در پایتخت جدید، لینان (هانگژو کنونی) دوباره تأسیس کردند. این رویداد همچنین کمک زیادی به بازگشت فرزندان امپراتور تایزو به خط جانشینی کرد، زیرا اکثر فرزندان امپراتور تایزونگ از دنیا رفتند. خود امپراتور گائوزونگ نیز نتوانست وارثی داشته باشد. این رویداد به عنوان (حادثه جینگ کانگ) شناخته می‌شود زیرا در دوران جینگ کانگ و در دوره سلطنت امپراتور چینزونگ رخ داد.

## پیش زمینه
در سال ۱۱۲۰، تحت اتحادی در دریا، سلسله‌های جین و سونگ توافق کردند که یک اتحاد نظامی علیه سلسله لیائو تشکیل دهند و در صورت پیروزی، سرزمین‌های لیائو را تقسیم کنند. جین بخش بزرگی از سرزمین شمالی را به دست می‌آورد و سونگ بخش کوچکتری را در منطقه جنوبی به نام شانزده استان به دست خواهد آورد.
ارتش سونگ به رهبری تانگ گوان به سمت مرز سونگ و لیائو حرکت کرد ولی پشت جنگل دفاعی که سونگ از زمان سلطنت امپراتور تایزو در اختیار داشت حفظ، متوقف شد. برای عبور از آنجا، تانگ گوان به سربازان دستور داد تا جنگل را پاکسازی کنند و به سوی خاک لیائو ادامه دهند.
سپس ارتش جین پایتخت لیائو شانگ‌جینگ را غارت کرد و به سلسله لیائو پایان داد. با این حال ارتش سونگ در جنوب، حتی نتوانست به مواضع دفاعی لیائو نفوذ کند و پس از آن ارتش توسط نیروهای باقی مانده لیائو شکست خورد. این امر محدودیت‌های ارتش سونگ و همچنین فساد و ناکارآمدی دربار امپراتوری سونگ را آشکار کرد. در پایان جنگ، جین کنترل تمام مناطق سابق لیائو را به دست گرفت.
پس از سقوط سلسله لیائو، سلسله سونگ طبق وعده خود، ۱۶ استان را خواستار شد. سلسله جین زمین‌ها را به قیمت ۳۰۰۰۰۰ طاق ابریشم و ۲۰۰۰۰۰ اونس نقره فروخت. این قیمت بسیار سخاوتمندانه در نظر گرفته شد زیرا این ادای احترامی بود که دودمان سونگ از زمان معاهده چانیوان در سال ۱۰۰۵ سالانه به لیائو می‌پرداخت.

### مقدمه جنگ
بر اساس تاریخ بیست و چهار، در سال ۱۱۲۳، سه سال پس از سقوط لیائو، ژنرال جین ژانگ جوئه (張覺) به سلسله سونگ فرار کرد. او فرماندار استان پینگ‌ژو (ژون‌هوا کنونی) تحت کنترل جین بود که در داخل دیوار بزرگ قرار داشت، اما در میان شانزده استان به حساب نمی‌آمد. با این وجود، دربار امپراتوری سونگ در ابتدا از این فرار استقبال کرد و به ژانگ جوئه عنوان و سرزمین افتخاری اعطا کرد. از سوی دیگر، سلسله جین، ارتش کوچکی را با هدف سرنگونی ژانگ جوئه فرستاد، اما توسط نیروهای ژانگ جوئه شکست خوردند.
در سال ۱۱۲۳ یا ۱۱۲۴ (سوابق متفاوت است)، جین سفیرانی را برای ژانگ جوئه فرستاد و سه شهر سونگ را غارت کرد. وانگ آن‌ژونگ (یک ژنرال سونگ) وحشت زده، فردی را که شبیه ژانگ جوئه بود، کشت و سرش را برای جین فرستاد. جین متوجه شد که این یک نیرنگ است و دوباره به سونگ حمله‌ور شد. ژانگ جوئه در نهایت در زمستان همان سال اعدام شد. اما این رخداد خیلی دیر اتفاق افتاد از این رو در پاییز سال ۱۱۲۵، امپراتور تایزونگ از سلسله جین دستوری برای انجام یک حمله تمام عیار به سرزمین‌های سونگ صادر کرد.